# Tom O'Neill-Thorne
Tom O'Neill-Thorne (nascido em 8 de abril de 1997) é um atleta paralímpico australiano que compete na modalidade basquetebol em cadeira de rodas. Foi medalhista de ouro no mundial da mesma modalidade em 2014, realizado na cidade sul-coreana de Incheon. Foi selecionado para disputar os Jogos Paralímpicos de Verão de 2016, no Rio de Janeiro, onde sua equipe, os Rollers, terminou na sexta colocação.